# Europäischer Filmpreis 2008

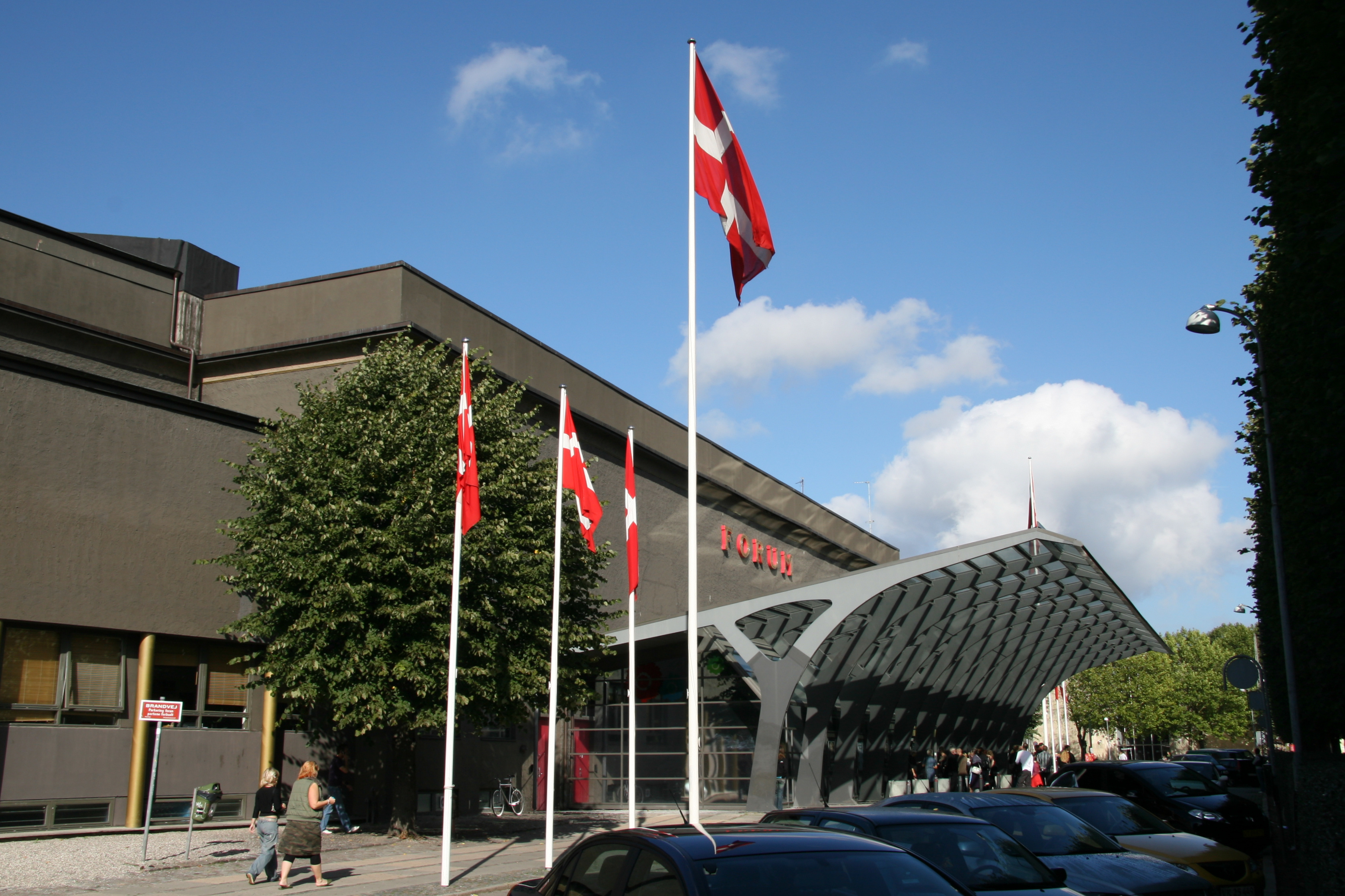
Das „Forum Kopenhagen“, Veranstaltungsort des Europäischen Filmpreises 2008

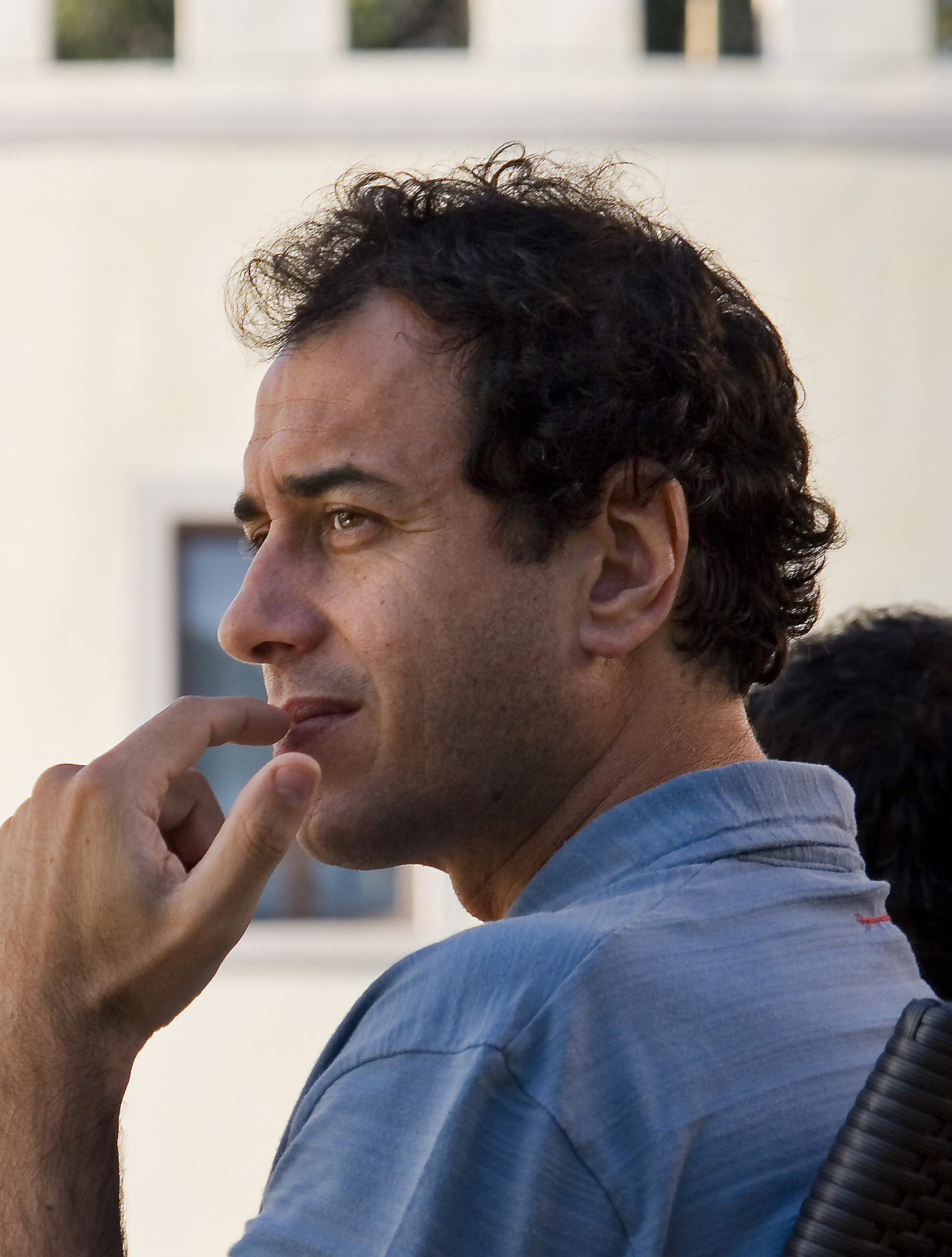
Matteo Garrone, Regisseur des Siegerfilmes Gomorrha

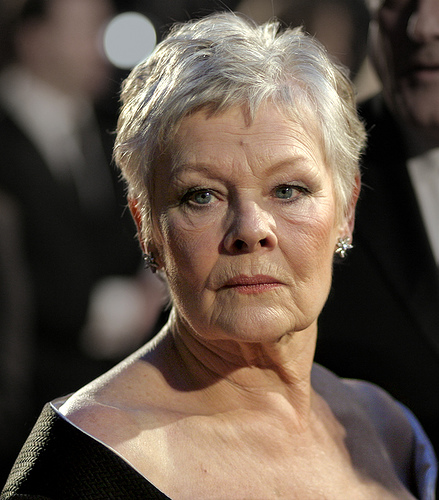
Die britische Schauspielerin Judi Dench erhielt bei der Fernsehgala die Auszeichnung für das Lebenswerk.

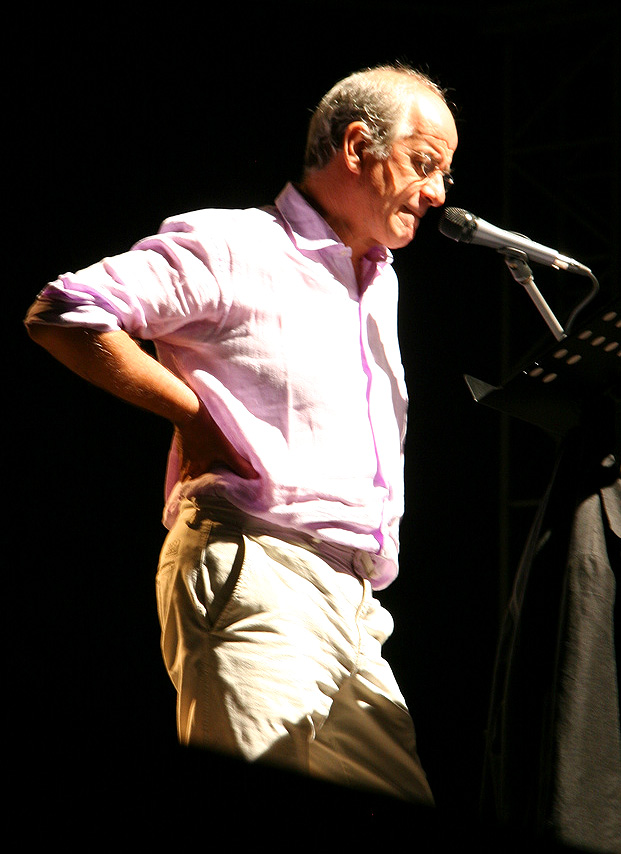
Bester Darsteller: Toni Servillo (Gomorrha und Il Divo)

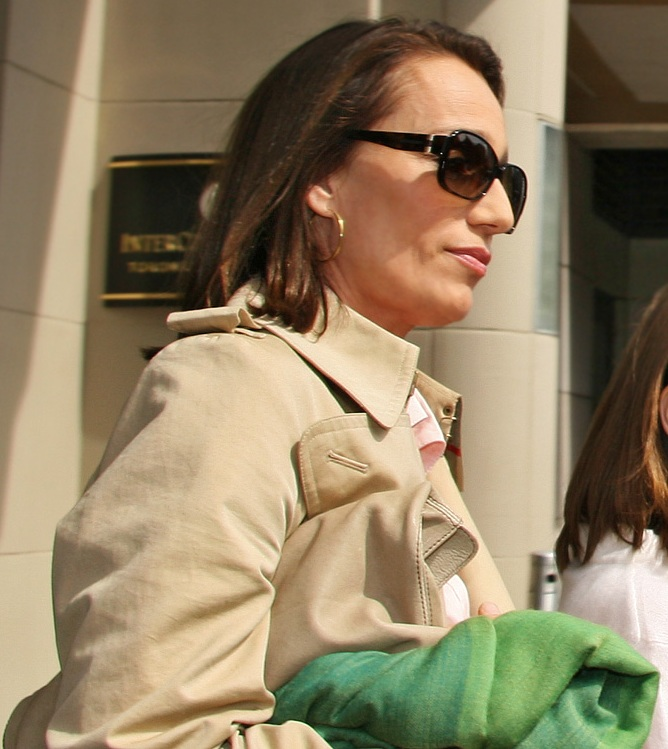
Konnte den Preis aufgrund eines Theater-Engagements in New York nicht selbst in Empfang nehmen: Kristin Scott Thomas, Beste Darstellerin für So viele Jahre liebe ich dich

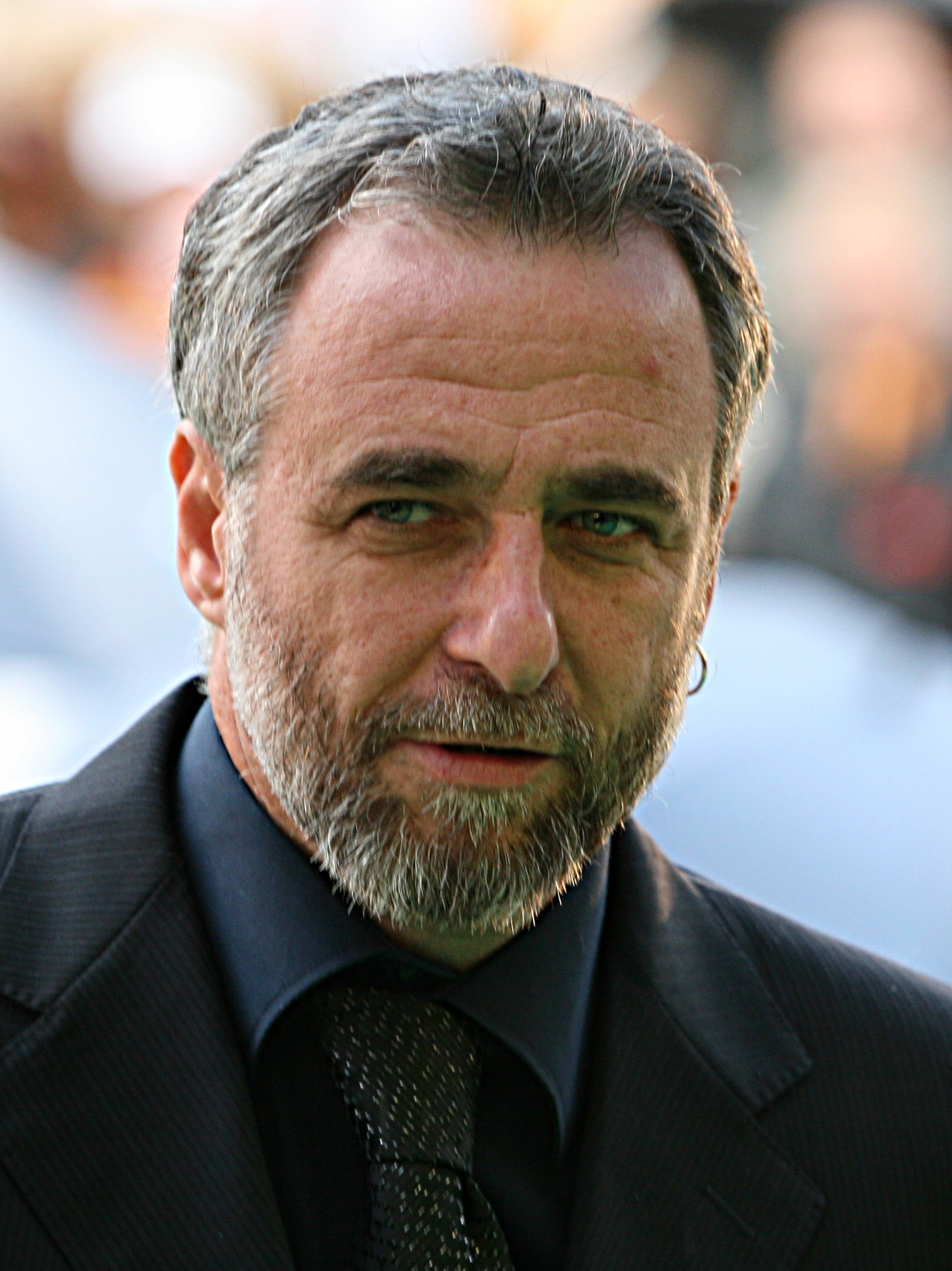
War erfolglos in den Kategorien Regie und Drehbuch vertreten: Ari Folman (Waltz with Bashir)

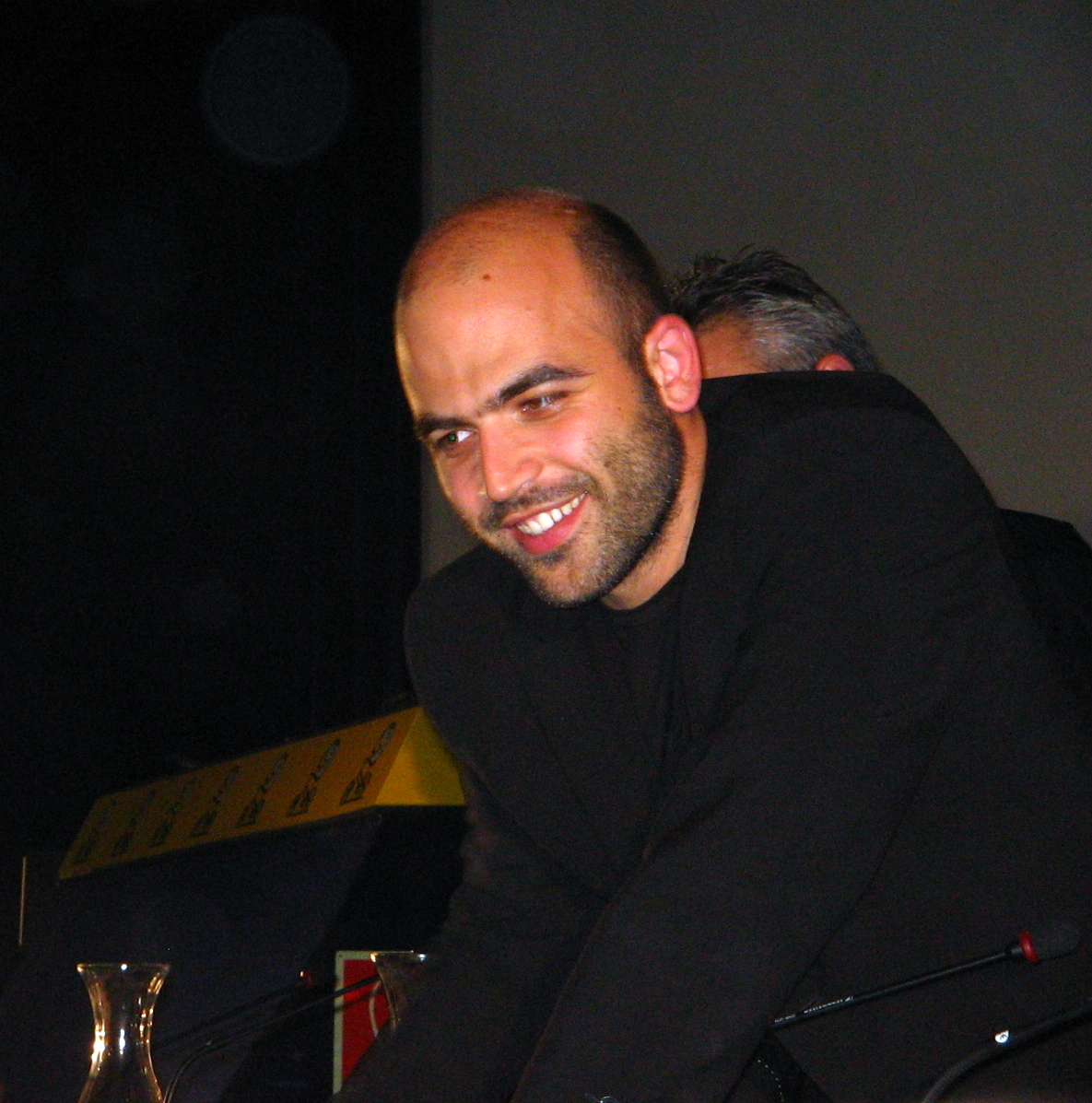
Gomorrha-Autor Roberto Saviano wurde mit dem Drehbuch-Preis ausgezeichnet, blieb aber der Verleihung aus Sicherheitsgründen fern.

Der 21. Europäische Filmpreis wurde am 6. Dezember 2008 verliehen. Die in über 40 Ländern im Fernsehen ausgestrahlte Gala fand in der dänischen Hauptstadt Kopenhagen und damit auch das erste Mal in Skandinavien statt. In Zusammenarbeit mit dem Copenhagen International Film Festival wurde der Europäische Filmpreis 2008 im Forum Kopenhagen in Frederiksberg abgehalten. 1.400 Gäste wurden erwartet. Neben bekannten Persönlichkeiten aus der europäischen Filmindustrie hatten auch das dänische Kronprinzenpaar Frederik und Mary und die EU-Kommissarin Viviane Reding ihr Erscheinen angekündigt. Als Moderator konnte der in Dänemark populäre Journalist und Moderator Mikael Bertelsen gewonnen werden. Als Nachfolger der finnischen Band Leningrad Cowboys führte musikalisch das Jazzorchester Danmarks Radios Big Band durch den Abend. Als Laudatoren wurden neben Reding und EFA-Präsident Wim Wenders unter anderem europäische Schauspieler wie Marianne Faithfull, Hannah Herzsprung, Julia Jentsch, Anamaria Marinca, der nominierte Mads Mikkelsen oder Santiago Segura angekündigt worden.
Im Deutschland wird die Preisverleihung zeitversetzt am 8. Dezember vom deutsch-französischen Fernsehsender ARTE ausgestrahlt, in Österreich vom ORF am 9. Dezember.

## Favorisierte Filme
Die Nominierungen wurden von der Europäischen Filmakademie (EFA) am 8. November 2008 auf dem Europäischen Filmfestival von Sevilla bekannt gegeben. Filme mit politischen und sozialkritischen Themen dominierten die Auswahl. Als Favorit setzte sich bei der Verleihung die italienischen Filmproduktionen Gomorrha – Reise in das Reich der Camorra von Matteo Garrone durch. Die Verfilmung von Roberto Savianos gleichnamigen Bestseller, der sich dem neapolitanischen Verbrechersyndikat Camorra widmet, konnte alle fünf Nominierungen in Siege umsetzen. Gomorrha entthronte damit Michael Hanekes 2005 viermal ausgezeichneten Film Caché, der zuvor als am häufigsten ausgezeichneter Film gegolten hatte. Unter den Prämierten waren auch Regisseur Garrone, Hauptdarsteller Toni Servillo, das Drehbuch und die Kameraarbeit. Garrones Film, gleichzeitig Italiens Kandidat für die kommende Oscarverleihung in der Kategorie Bester fremdsprachiger Film, setzte sich damit gegen seinen Landsmann Paolo Sorrentino durch, der mit der Politsatire Il Divo das Leben des siebenmaligen Ministerpräsidenten Giulio Andreotti (ebenfalls gespielt von Toni Servillo) verfilmte, dem ebenfalls Verbindungen zur Mafia nachgesagt werden. Die beiden italienischen Filmproduktionen hatten das Favoritenfeld mit je fünf Nominierungen angeführt.
Ebenfalls als bester europäischer Film nominiert waren Juan Antonio Bayonas Horrorfilm Das Waisenhaus, Mike Leighs Komödie Happy-Go-Lucky und Laurent Cantets Goldene-Palme-Sieger Die Klasse (Frankreichs Kandidat auf den Auslands-Oscar), die unprämiert blieben. Ari Folmans dokumentarischer Animationsfilm Waltz with Bashir der ebenfalls in der Kategorie berücksichtigt worden war, sicherte sich den Preis für die beste Filmmusik. Dieser ging an den in Großbritannien lebenden deutschen Filmkomponisten Max Richter.
Neben Richter waren deutsche Filmschaffende nur in Nebenkategorien vertreten. Andreas Dresen erhielt für sein Liebesdrama Wolke 9 eine Nominierung als bester Regisseur, hatte aber gegenüber Matteo Garrone das Nachsehen. Der Deutsch-Ire Michael Fassbender (Hunger), Jürgen Vogel (Die Welle) und der Deutsche-Filmpreis-Gewinner Elmar Wepper (Kirschblüten – Hanami) konkurrierten gemeinsam mit dem Briten James McAvoy (Abbitte) und den Dänen Thure Lindhardt und Mads Mikkelsen (Tage des Zorns) um den Darstellerpreis, der an Toni Servillo für seine Rollen in Gomorrah und Il Divo ging. In der Kategorie Beste Darstellerin musste Ursula Werner (Wolke 9) der Britin Kristin Scott Thomas (So viele Jahre liebe ich dich) den Vortritt lassen, die sich auch gegen Hiam Abbass (Lemon Tree), die Albanerin Arta Dobroshi (Lornas Schweigen) die Britin Sally Hawkins (Happy-Go-Lucky) und die Spanierin Belén Rueda (Das Waisenhaus) durchsetzen konnte. Der österreichische Beitrag Revanche von Götz Spielmann, Österreichs Beitrag für die kommende Oscar-Verleihung, und die beiden schweizerischen Beiträge Home von Ursula Meier und Tage und Wolken (Gioni e Nuvole) von Silvio Soldini waren erst gar nicht berücksichtigt worden.
Über die Gewinner der einzelnen Kategorien stimmten bis zur Verleihung die 1800 Mitglieder der Europäischen Filmakademie ab. Bereits im Vorfeld als Sieger fest standen die Schauspielerin Judi Dench und die Filmemacher Lars von Trier, Thomas Vinterberg, Kristian Levring und Søren Kragh-Jacobsen. Die Oscar-Preisträgerin und Golden-Globe-Gewinnerin Judi Dench erhielt den Preis für das Lebenswerk. Die Britin war 2001 und 2005 für Iris und Der Duft von Lavendel zweimal vergeblich für den Publikumspreis nominiert worden. Die Dänen Lars von Trier, Thomas Vinterberg, Kristian Levring und Søren Kragh-Jacobsen hatten sich 1995 als Begründer der Dogma-Bewegung einen Namen gemacht und erhielten die Auszeichnung in der Kategorie Beste europäische Leistung im Weltkino. Die Filmbewegung habe einen starken Einfluss auf die Filmszene ausgeübt und Regisseuren in aller Welt gezeigt, dass man auch mit wenig Geld erfolgreich Filme machen kann, so die Europäische Filmakademie in ihrer Urteilsbegründung. Von Trier war bereits 1997, 2001 und 2003 von der EFA mit Filmpreisen und einer Regie-Auszeichnung für Breaking the Waves, Dancer in the Dark und Dogville bedacht worden. Vinterberg hatte für den ersten Dogma-Film Das Fest 1998 den Preis in der Kategorie Beste europäische Neuentdeckung erhalten.
Im Rahmen der Preisverleihung wurde zum zweiten Mal der Prix Eurimages, mit der europäische Koproduzenten geehrt werden, vergeben, dieses Mal an die Dänin Vibeke Windeløv und die Deutsche Bettina Brokemper. Beide hatten sich in der Vergangenheit unter anderem für die Produktion von Lars von Triers preisgekrönten Filmen Dogville und Manderlay verantwortlich gezeigt. Der im Rahmen der Verleihung vergebene Europäische FIPRESCI-Preis ging an Abdellatif Kechiches César-Gewinner Couscous mit Fisch, der es nicht in die Nominierten-Ränge geschafft hatte.

## Gewinner und Nominierte

### Bester europäischer Film
Gomorrha – Reise in das Reich der Camorra (Gomorra) – Regie: Matteo Garrone
- Il Divo – Regie: Paolo Sorrentino
- Die Klasse (Entre les murs) – Regie: Laurent Cantet
- Happy-Go-Lucky – Regie: Mike Leigh
- Das Waisenhaus (El orfanato) – Regie: Juan Antonio Bayona
- Waltz with Bashir (ואלס עם באשיר) – Regie: Ari Folman

### Beste Regie
Matteo Garrone – Gomorrha – Reise in das Reich der Camorra (Gomorra)
- Laurent Cantet – Die Klasse (Entre les murs)
- Andreas Dresen – Wolke 9
- Ari Folman – Waltz with Bashir (ואלס עם באשיר)
- Steve McQueen – Hunger
- Paolo Sorrentino – Il Divo

### Bester Darsteller
Toni Servillo – Gomorrha – Reise in das Reich der Camorra (Gomorra) und Il Divo
- Michael Fassbender – Hunger
- Thure Lindhardt und Mads Mikkelsen – Tage des Zorns (Flammen & Citronen)
- James McAvoy – Abbitte (Atonement)
- Jürgen Vogel – Die Welle
- Elmar Wepper – Kirschblüten – Hanami

### Beste Darstellerin
Kristin Scott Thomas – So viele Jahre liebe ich dich (Il y a longtemps que je t’aime)
- Hiam Abbass – Lemon Tree
- Arta Dobroshi – Lornas Schweigen (Le Silence de Lorna)
- Sally Hawkins – Happy-Go-Lucky
- Belén Rueda – Das Waisenhaus (El orfanato)
- Ursula Werner – Wolke 9

### Bestes Drehbuch
Maurizio Braucci, Ugo Chiti, Gianni di Gregorio, Matteo Garrone, Massimo Gaudioso und Roberto Saviano – Gomorrha – Reise in das Reich der Camorra (Gomorra)
- Suha Arraf und Eran Riklis – Lemon Tree
- Ari Folman – Waltz with Bashir (ואלס עם באשיר)
- Paolo Sorrentino – Il Divo

### Beste Kamera („Carlo-Di-Palma-Preis“)
Marco Onorato – Gomorrha – Reise in das Reich der Camorra (Gomorra)
- Luca Bigazzi – Il Divo
- Óscar Faura – Das Waisenhaus (El orfanato)
- Sergei Trofimow und Rogier Stoffers – Der Mongole (Монгол)

### Beste Filmmusik
Max Richter – Waltz with Bashir (ואלס עם באשיר)
- Tuur Florizoone – Neulich in Belgien (Aanrijding in Moscou)
- Dario Marianelli – Abbitte (Atonement)
- Fernando Velázquez – Das Waisenhaus (El orfanato)

### Prix D’Exellence
Magdalena Biedrzycka – Kostüme in Das Massaker von Katyn (Katyń)
- Marton Agh – Szenenbild in Delta
- Laurence Briaud – Schnitt in Ein Weihnachtsmärchen (Un conte de Noël)
- Petter Fladeby – Ton in O’ Horten

### Offizielle Auswahlliste – Spielfilme
20 von 21 nominierten Filmproduktionen wurden aus einer Auswahlliste („Longlist“) für den Europäischen Filmpreis ausgewählt. 44 Filmproduktionen aus 27 Ländern konkurrierten um Nominierungen. Alle Spielfilme waren zwischen dem 1. Juli 2007 und April/Mai 2008 öffentlich auf Festivals oder in Kinos gezeigt worden. 20 von diesen gelangten durch die Wahl der EFA-Mitglieder in den jeweiligen europäischen Ländern direkt auf die Liste. Die restlichen 24 Filme wurden unter anderem von europäischen Filminstitutionen, Festivals und Fachzeitschriften vorgeschlagen und durch ein Auswahlkomitee ermittelt, das aus Mitgliedern des EFA-Vorstandes und einer Expertengruppe bestand.
Die für die regulären Kategorien nominierten Filme sind farblich hervorgehoben. Nicht vertreten in der Auflistung ist Philippe Claudels Drama So viele Jahre liebe ich dich für das die Britin Kristin Scott Thomas eine Darsteller-Nominierung erhielt. Produzenten von europäischen Spielfilmproduktionen, die nicht auf der Liste der empfohlenen Filme vertreten sind, haben nach den geltenden Regularien das Recht, den Mitgliedern der European Film Academy auf eigene Kosten DVDs ihrer Filme als Kandidaten für eine Nominierung zuzusenden. Dies geschah im Fall von So viele Jahre liebe ich dich.
| Film                                                 | Regie                        | Land                              | Darsteller (Auswahl)                                      |
| ---------------------------------------------------- | ---------------------------- | --------------------------------- | --------------------------------------------------------- |
| 3 días                                               | Francisco Javier Gutiérrez   | Spanien                           | Victor Clavijo, Mariana Cordero, Eduard Fernández         |
| 12                                                   | Nikita Michalkow             | Russland                          | Nikita Michalkow, Sergei Garmasch, Sergei Makowezki       |
| Abbitte                                              | Joe Wright                   | Großbritannien                    | Keira Knightley, James McAvoy, Saoirse Ronan              |
| Battle for Haditha*                                  | Nick Broomfield              | Großbritannien                    | Elliot Ruiz, Falah Abraheem Flayeh, Yasmine Hanani        |
| Boogie                                               | Radu Muntean                 | Rumänien                          | Dragoș Bucur, Anamaria Marinca, Mimi Branescu             |
| Caótica Ana                                          | Julio Medem                  | Spanien                           | Manuela Vellés, Charlotte Rampling, Bebe                  |
| Couscous mit Fisch*                                  | Abdellatif Kechiche          | Frankreich                        | Habib Boufares, Hafsia Herzi, Farida Benkhetache          |
| Cztery noce z Anna                                   | Jerzy Skolimowski            | Polen                             | Kinga Preis, Artur Steranko, Jerzy Fedorowicz             |
| Delta*                                               | Kornél Mundruczó             | Ungarn, Deutschland               | Félix Lajkó, Orsolya Tóth, Lili Monori                    |
| Diorthosi*                                           | Thanos Anastopoulos          | Griechenland                      | Ornela Kapetani, Giorgos Symeonidis, Savina Alimani       |
| Il Divo                                              | Paolo Sorrentino             | Italien                           | Toni Servillo, Anna Bonaiuto, Giulio Bosetti              |
| Duska*                                               | Jos Stelling                 | Niederlande                       | Gene Bervoets, Sylvia Hoeks, Sergei Makowezki             |
| Eden*                                                | Declan Recks                 | Irland                            | Aiden Kelly, Eileen Walsh, Pádraic Delaney                |
| Gomorrha – Reise in das Reich der Camorra*           | Matteo Garrone               | Italien                           | Salvatore Cantalupo, Gianfelice Imparato, Maria Nazionale |
| Happy-Go-Lucky                                       | Mike Leigh                   | Großbritannien                    | Sally Hawkins, Alexis Zegerman, Andrea Riseborough        |
| Home*                                                | Ursula Meier                 | Schweiz                           | Isabelle Huppert, Olivier Gourmet, Adélaïde Leroux        |
| Hunger                                               | Steve McQueen                | Großbritannien                    | Brian Milligan, Liam McMahon, Michael Fassbender          |
| Jas Sum od Titov Veles                               | Teona Strugar Mitevska       | Mazedonien                        | Labina Mitevska, Nikolina Kujaca, Ana Kostovska           |
| Kærlighed Pa Film                                    | Ole Bornedal                 | Dänemark                          | Anders W. Berthelsen, Rebecka Hemse, Nikolaj Lie Kaas     |
| Karamazovi*                                          | Petr Zelenka                 | Tschechien, Polen                 | Martin Myšička, Igor Chmela, David Novotny                |
| Kirschblüten – Hanami*                               | Doris Dörrie                 | Deutschland                       | Elmar Wepper, Hannelore Elsner, Nadja Uhl                 |
| Die Klasse                                           | Laurent Cantet               | Frankreich                        | François Bégaudeau, Franck Keita, Esmerelda Ouertani      |
| Lemon Tree                                           | Eran Riklis                  | Israel, Deutschland, Frankreich   | Hiam Abbass, Ali Suliman, Rona Lipaz-Michael              |
| Liebe und andere Verbrechen (Ljubav i drugi zlocini) | Stefan Arsenijević           | Serbien, Deutschland              | Anica Dobra, Vuk Kostić, Milena Dravić, Fedja Stojanović  |
| Lornas Schweigen                                     | Jean-Pierre und Luc Dardenne | Belgien                           | Arta Dobroshi, Jérémie Renier, Olivier Gourmet            |
| Das Massaker von Katyn*                              | Andrzej Wajda                | Polen                             | Artur Żmijewski, Maja Ostaszewska, Andrzej Chyra          |
| Der Mongole* (Mongol)                                | Sergei Bodrow                | Russland, Deutschland, Kasachstan | Tadanobu Asano, Sun Honglei, Khulan Chuluun               |
| Moram spavat', andjele                               | Dejan Aćimović               | Kroatien, Bosnien und Herzegowina | Karlo Barbaric, Nataša Dorčić, Olga Pakalović             |
| Musta jää*                                           | Petri Kotwica                | Finnland                          | Outi Mäenpää, Ria Kataja, Martti Suosalo                  |
| Neulich in Belgien* (Aanrijding in Moscou)           | Christophe Van Rompaey       | Belgien                           | Johan Heldenbergh, Barbara Sarafian, Sofia Ferri          |
| O’ Horten*                                           | Bent Hamer                   | Norwegen                          | Baard Owe, Ghita Nørby, Espen Skjønberg                   |
| Ping-pongkingen*                                     | Jens Jonsson                 | Schweden                          | Jerry Johansson, Hampus Johansson, Ann-Sofie Nurmi        |
| Revanche*                                            | Götz Spielmann               | Österreich                        | Johannes Krisch, Ursula Strauss, Andreas Lust             |
| Tage des Zorns*                                      | Ole Christian Madsen         | Dänemark                          | Mads Mikkelsen, Thure Lindhardt, Stine Stengade           |
| Tage und Wolken (Giorni e nuvole)                    | Silvio Soldini               | Italien, Schweiz                  | Margherita Buy, Antonio Albanese, Giuseppe Battiston      |
| Tesko je biti fin                                    | Srdjan Vuletic               | Bosnien und Herzegowina           | Sasa Petrovic, Daria Lorenci, Emir Hadzihafisbegovic      |
| Üç maymun                                            | Nuri Bilge Ceylan            | Türkei                            | Yavuz Bingöl, Hatice Aslan, Ahmet Rıfat Şungar            |
| Das Waisenhaus*                                      | Juan Antonio Bayona          | Spanien                           | Belén Rueda, Geraldine Chaplin, Mabel Rivera              |
| Waltz with Bashir*                                   | Ari Folman                   | Israel, Frankreich, Deutschland   | Animationsfilm                                            |
| Ein Weihnachtsmärchen (Un conte de Noël)             | Arnaud Desplechin            | Frankreich                        | Mathieu Amalric, Anne Consigny, Catherine Deneuve         |
| Die Welle                                            | Dennis Gansel                | Deutschland                       | Jürgen Vogel, Frederick Lau, Max Riemelt                  |
| Willkommen bei den Sch’tis                           | Dany Boon                    | Frankreich                        | Kad Merad, Dany Boon, Zoé Félix                           |
| Wolke 9                                              | Andreas Dresen               | Deutschland                       | Ursula Werner, Horst Rehberg, Horst Westphal              |
| Zift                                                 | Jawor Gardew                 | Bulgarien                         | Sachari Bacharow, Tanja Iliewa, Wladimir Penew            |

* = Spielfilme gelangten durch die Wahl der EFA-Mitglieder in den jeweiligen europäischen Ländern direkt auf die Liste

## Weitere Preise

### Europäischer Koproduzentenpreis – „Prix EURIMAGES“
Bettina Brokemper (Heimatfilm GmbH + CO KG, Deutschland)
Vibeke Windeløv (Dänemark)

### „European Discovery“
Am 29. September 2008 gab die Europäische Filmakademie die Nominierungen für die Sparte „European Discovery“ bekannt, in der vier Debütregisseure mit ihren Spielfilmproduktionen gegeneinander antreten. Den Sieger kürten die 1.800 Mitglieder der EFA, der auf der Preisverleihung am 6. Dezember bekannt gegeben wurde. Ausgewählt worden waren die vier nominierten Filme von einer Jury bestehend aus drei europäischen Mitgliedern der internationalen Filmkritikervereinigung FIPRESCI und zwei Mitgliedern des EFA-Vorstands. Es setzte sich der britische Beitrag Hunger von Steve McQueen durch.
Hunger – Regie: Steve McQueen (Großbritannien)
- Snow (Snijeg) – Regie: Aida Begić (Bosnien und Herzegowina, Deutschland, Frankreich, Iran)
- Tatil kitabi – Regie: Seyfi Teoman (Türkei)
- Tulpan – Regie: Sergei Dworzewoi (Deutschland, Schweiz, Kasachstan, Russland, Polen)

### „Prix UIP“
14 Filme qualifizierten sich für den Preis in der Kategorie Bester europäischer Kurzfilm (Prix UIP), darunter auch Animationsfilme (The Pearce Sisters, Procrastination, Time Is Running Out und Tolerantia) und ein Dokumentarfilm (The Apology Line). Kurzfilmregisseure aus dem deutschsprachigen Raum sind nicht unter den Nominierten vertreten. Es setzte sich der irische Beitrag Frankie von Darren Thornton durch.
| Film                   | Regie                       | Land                    | Länge (in min.) | Auszeichnung                |
| ---------------------- | --------------------------- | ----------------------- | --------------- | --------------------------- |
| The Apology Line       | James Lees                  | Großbritannien          | 10’             | Prix UIP Cork 2008          |
| Un bisou pour le monde | Cyril Paris                 | Frankreich              | 9’              | Prix UIP Valladolid 2008    |
| Frankie                | Darren Thornton             | Irland                  | 12’             | Prix UIP Berlin 2008        |
| Joy                    | Joe Lawlor Christine Molloy | Großbritannien          | 10’             | Prix UIP Rotterdam 2008     |
| Love You More          | Sam Taylor-Wood             | Großbritannien          | 15’             | Prix UIP Vila do Conde 2008 |
| De onbaatzuchtigen     | Koen Dejaegher              | Belgien                 | 14’             | Prix UIP Venedig 2008       |
| The Pearce Sisters     | Luis Cook                   | Großbritannien          | 10’             | Prix UIP Tampere 2008       |
| Procrastination        | Johnny Kelly                | Großbritannien          | 5’              | Prix UIP Angers 2008        |
| Raak                   | Hanro Smitsman              | Niederlande             | 10’             | Prix UIP Gent 2008          |
| Smáfuglar              | Rúnar Rúnarsson             | Island                  | 15’             | Prix UIP Edinburgh 2008     |
| Time Is Running Out    | Marc Reisbig                | Großbritannien          | 7’              | Prix UIP Krakau 2008        |
| Tolerantia             | Ivan Ramadan                | Bosnien und Herzegowina | 6’              | Prix UIP Sarajewo 2008      |
| Türelem                | Laszlo Nemes                | Ungarn                  | 14’             | Prix UIP Drama 2008         |
| Uguns                  | Laila Pakalnina             | Lettland                | 12’             | Prix UIP Grimstad 2008      |

### Europäischer Dokumentarfilmpreis – „Prix ARTE“
Am 21. Oktober 2008 wurde der gemeinsam mit dem französisch-deutschen Fernsehsender ARTE ausgelobte Dokumentarfilmpreis „Prix ARTE“ an René der Tschechin Helena Třeštíková vergeben. Die über zwanzig Jahre hinweg gefilmte Langzeitdokumentation setzte sich gegen neun weitere nominierte Produktionen durch, darunter der deutsche Beitrag Kinder. Wie die Zeit vergeht. von Thomas Heise.
René – Regie: Helena Třeštíková
- Durakovo – Das Dorf der Narren (Durakovo: Le village des fous ) – Regie: Nino Kirtadze
- Fados – Regie: Carlos Saura
- Kinder. Wie die Zeit vergeht. – Regie: Thomas Heise
- La Mère – Regie: Antoine Cattin und Pawel Kostomarow
- Man on Wire – Der Drahtseilakt (Man on Wire) – Regie: James Marsh
- Das Wunder der Anden (Naufragés des Andes) – Regie: Gonzalo Arijón
- Občan Václav Havel – Regie: Miroslav Janek und Pavel Koutecký
- Pyhän kirjan varjo – Regie: Arto Halonen
- The Dictator Hunter – Regie: Klaartje Quirijns

### Europäischer Publikumspreis

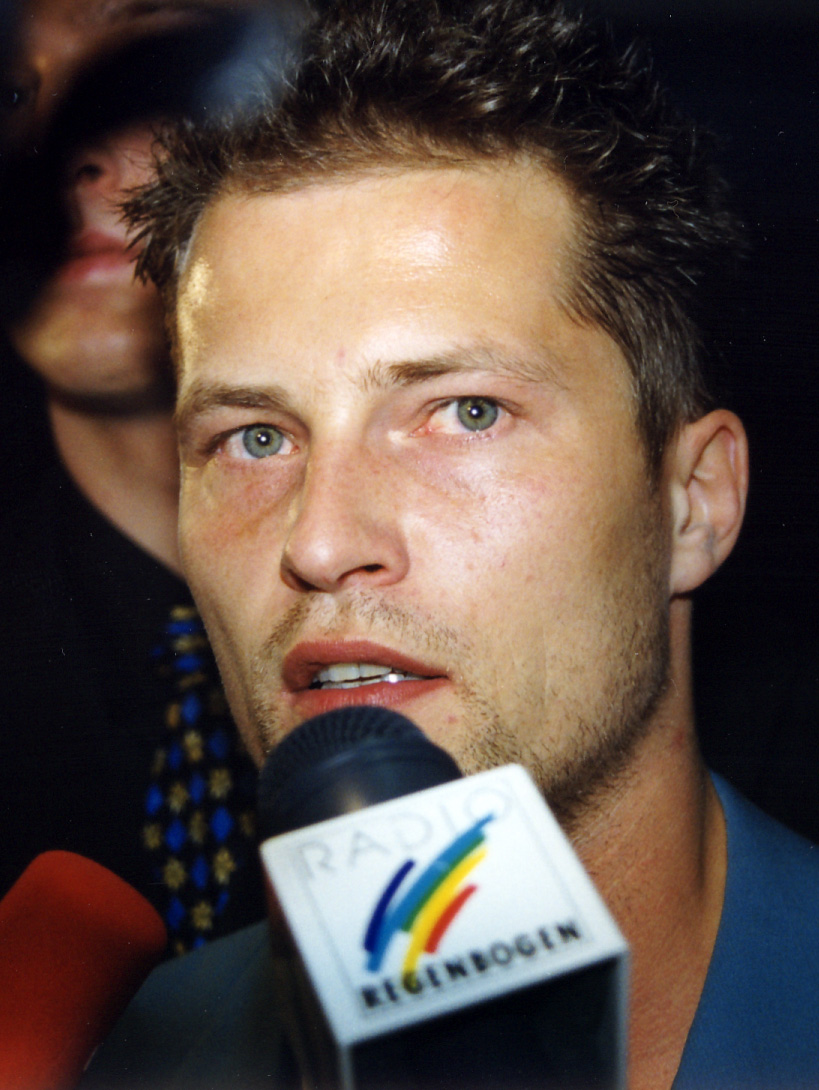
Nominiert für den Europäischen Publikumspreis: Regisseur und Schauspieler Til Schweiger (Keinohrhasen)

Durch den Publikumspreis (People’s Choice Award) haben Kinozuschauer die Möglichkeit den besten europäischen Film aus einer Auswahlliste zu küren. Die Kandidaten waren am 29. August 2008 in Berlin vorgestellt worden. Unter diesen waren neben den bereits im offiziellen Wettbewerb befindlichen Abbitte, Der Mongole, Das Waisenhaus, Die Welle und Willkommen bei den Sch’tis auch Til Schweigers erfolgreiche Komödie Keinohrhasen vertreten gewesen. Vom 1. September bis 31. Oktober 2008 hatte das Publikum über die Filme abgestimmt.
Harry Potter und der Orden des Phönix (Harry Potter and the Order of the Phoenix) – Regie: David Yates
- Arn – Der Kreuzritter (Arn – Tempelriddaren) – Regie: Peter Flinth
- Abbitte (Atonement) – Regie: Joe Wright
- Ben X – Regie: Nic Balthazar
- Keinohrhasen – Regie: Til Schweiger
- Der Mongole (Mongol) – Regie: Sergei Bodrow
- REC – Regie: Jaume Balagueró
- Saturno Contro – In Ewigkeit Liebe (Saturno Contro) – Regie: Ferzan Özpetek
- Das Waisenhaus (El orfanato) – Regie: Juan Antonio Bayona
- Die Welle – Regie: Dennis Gansel
- Willkommen bei den Sch’tis (Bienvenue chez les Ch'tis) – Regie: Dany Boon
- Zusammen ist man weniger allein (Ensemble, c’est tout) – Regie: Claude Berri